# Michel Mortier
Michel Mortier, né le 11 novembre 1925 à Paris (Seine) et mort le 22 mai 2015 à Bonneval (Haute-Loire), est un designer français.